# András Veres

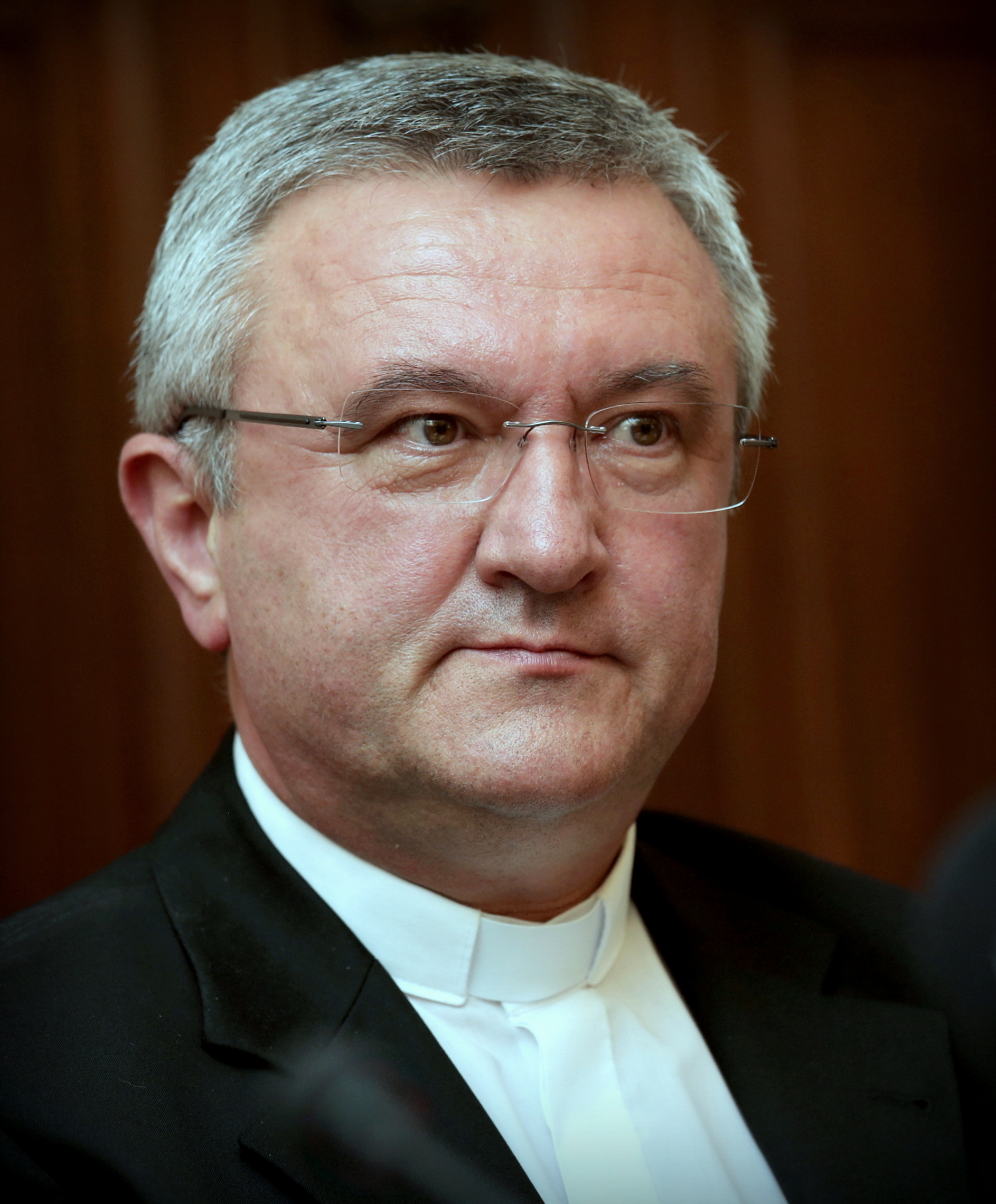
Bischof András Veres (2015)

Wappen als Bischof von Győr

Wappen als Bischof von Szombathely

András Veres (* 30. November 1959 in Nyírbátor) ist ein ungarischer Geistlicher und römisch-katholischer Bischof von Győr.

## Leben
András Veres studierte nach dem Abitur am Benediktiner-Gymnasium in Győr Katholische Theologie, zunächst am Vorseminar der Erzdiözese Eger und anschließend in Budapest. Von 1983 bis 1988 setzte er seine Studien am Collegium Germanicum et Hungaricum in Rom fort, wo er an der Accademia Alfonsiana das Lizenziat in Moraltheologie erwarb. Am 2. August 1986 empfing er die Priesterweihe für das Erzbistum Eger.
1989 wurde er an der Theologischen Akademie in Budapest zum Dr. theol. promoviert.
Papst Johannes Paul II. ernannte ihn am 5. November 1999 zum Titularbischof von Cissa sowie zum Weihbischof in Eger und spendete ihm am 6. Januar 2000 im Petersdom die Bischofsweihe; Mitkonsekratoren waren die Kurienerzbischöfe Giovanni Battista Re und Marcello Zago.
Am 20. Juni 2006 ernannte Papst Benedikt XVI. András Veres als Nachfolger von István Konkoly zum Bischof von Szombathely.
Im Frühjahr 2011 leitete Veres nach dem Rücktritt von Mihály Mayer zusätzlich für drei Monate das Bistum Pécs als Apostolischer Administrator.
Papst Franziskus ernannte ihn am 17. Mai 2016 zum Bischof von Győr. Die Amtseinführung fand am 16. Juli desselben Jahres statt.